# Тургуш
Тургуш — река в России, протекает в Шахунском районе Нижегородской области. Устье реки находится в 11 км по правому берегу реки Малый Вахтан. Длина реки составляет 14 км.
Исток реки в лесах у нежилого посёлка Южный в 8 км к юго-востоку от посёлка Вахтан. Неподалёку от истока Тургуша находится исток реки Кугунер, здесь проходит водораздел бассейнов Вятки и Ветлуги. Течёт на северо-восток, всё течение реки проходит по ненаселённому заболоченному лесу. Впадает в Малый Вахтан в 10 км к востоку от посёлку Вахтан.

## Данные водного реестра
По данным государственного водного реестра России относится к Камскому бассейновому округу, водохозяйственный участок реки — Вятка от города Котельнич до водомерного поста посёлка городского типа Аркуль, речной подбассейн реки — Вятка. Речной бассейн реки — Кама.
По данным геоинформационной системы водохозяйственного районирования территории РФ, подготовленной Федеральным агентством водных ресурсов:
- Код водного объекта в государственном водном реестре — 10010300412111100036450
- Код по гидрологической изученности (ГИ) — 111103645
- Код бассейна — 10.01.03.004
- Номер тома по ГИ — 11
- Выпуск по ГИ — 1